# FK Turan
Der FK Turan (kasachisch Тұран Футбол Клубы; russisch Футбольный клуб Туран; englisch FC Turan) ist ein kasachischer Fußballverein aus der Stadt Türkistan.

## Geschichte
Der Verein wurde 2002  als Kostuin FK gegründet. 2004 zog der Verein nach Arys und wurde in Arys FK umbenannt. Im gleichen Jahr wurde der Verein aufgelöst. 2019 wurde der Verein wiederhergestellt. Er trat in der dritten Liga an und belegte dort den 2. Platz. 2020 spielte der Verein in der zweiten Liga. Hier wurde man Vizemeister und stieg somit in die erste Liga auf. Nach zwei Spielzeiten folgte der Abstieg, ehe man 2023 den sofortigen Wiederaufstieg in die Erstklassigkeit feiern konnte.

### Namensentwicklung
- 2002: Gegründet als Kostuin (Қостүйін ФК)
- 2004: Umbenannt in Arys (Арыс ФК)
- 2021: Umbenannt in FK Turan (ФК Тұран ФК)

## Stadion
Der Verein trägt seine Heimspiele in der 7.000 Zuschauer fassenden Turkistan Arena aus.

## Erfolge
- Zweite Liga Kasachstan
  - Vizemeister: 2020, 2023  ▲